# 藤尾香織
藤尾香織（Fujio Kaori，1981年1月29日—），舊姓千葉，東京都出生，日本女子曲棍球運動員，亦為日本國家女子曲棍球隊成員。畢業於巨摩中学校、巨摩高校及山梨学院大学。

## 簡歷
2010年11月，千葉香織代表日本出戰廣州亞運會，參加曲棍球比賽，奪得銅牌。